# Benno Magnusson
Lars Benno Magnusson, född 4 februari 1953 i Blomstermåla,[källa behövs] Kalmar län, är en svensk före detta fotbollsspelare (offensiv mittfältare/anfallare) som bland annat vunnit SM-guld med Åtvidabergs FF och deltagit i VM 1974. Han är yngre bror till före detta fotbollsproffset Roger Magnusson.

## Karriären
Magnusson slog som tonåring igenom i Åtvidabergs FF med två SM-guld 1972 och 1973 som toppar. I och med dessa framgångar (och Åtvidabergs cup-framgångar ute i Europa) blev han uppmärksammad av förbundskaptenen Georg 'Åby' Ericson som lät Magnusson göra landslagsdebut och senare också tog ut honom i VM-truppen 1974. Magnusson hade redan innan VM-spelet blivit proffs i Västtyskland och FC Kaiserslautern men lånades efter bara 16 matcher ut till Hertha Berlin då utlänningskvoten i laget blivit för hög.
Inför säsongen 1977 storsatsade ett antal företag i Kalmar och sponsrade ett "hemköp" av Magnusson, som då var nära att skriva på för IFK Norrköping. Det blev succé. På Fredriksskans IP blev han genast publikfavorit tack vare sin känsliga högerfot, teknik och smarta passningar. Epitetet "bolltrollare" verkade vara gjort för Magnusson som blev känd för att kunna lägga upp bollen på nacken och sedan springa förbi sin motståndare.
I Allsvenskan 1981 svarade Magnusson för bedriften att från strax utanför straffområdet sätta fem raka frisparkar i mål. Ett i övrigt inspirerat spel gav honom detta år också åter chansen i landslaget.

## Efter karriären
Efter den aktiva karriären har Magnusson varit med vid olika evenemang som till exempel välgörenhetsmatcher och TV-shower. Han har även medverkat som värd på TV4:s "Superweekend". Magnusson har även arbetat för Svenska spel. 

## Meriter

### I klubblag
Åtvidabergs FF
- Svensk mästare (2): 1972, 1973
- Svenska cupen (2): 1970, 1971

 Kalmar FF
- Svenska cupen (1): 1981

### I landslag
Sverige
- 14 A-landskamper
- VM-slutspel (1): VM 1974 (spel i 2 matcher)

### Individuellt
- Stor Grabb inom Svensk Fotboll